# バクテリオシン
バクテリオシン（Bacteriocin）とは、細菌類が産生する、おもに同種や類縁種に対する抗菌活性をもったタンパク質やペプチドの総称である。出芽酵母やゾウリムシのキラー因子と類似している。

## 解説
バクテリオシンの1種であるコリシンは、1925年にアンドレ・グラチア（André Gratia）によって初めて報告され、これが最初に発見されたバクテリオシンである
1925年にアンドレ・グラチアによって発見された。
通常、個々のバクテリオシンの抗菌スペクトルは狭く、同属から同門程度である。比較的広い抗菌スペクトルを持つ抗生物質とは区別される。その作用機構は多岐に及び、Lactococcusの生産するナイシンは同系統のフィルミクテス門の細胞膜に穴を開けて死滅させるのに対し、大腸菌の生産するコリシンは腸内細菌科のタンパク質合成系を破壊する。この他、緑膿菌が産生するピオシン[pyocin]（膜電位差の消失）、古細菌では高度好塩菌が産生するハロシン（Na+/H+トランスポーター阻害剤）などが知られている。
一部のバクテリオシン（ピオシンRなど）はチューブ状の構造をしており、バクテリオファージの尾部と構造が良く似ているため、様々なチューブ様微粒子：ラピドソーム[rhapidosome]の1種として分類されていた。
ちなみに、ヒトを含めた生物に住んでいる常在菌の中にもバクテリオシンを産生する者がいる。これが、常在菌の宿主を病原菌から守っている側面もあると言われている。

## 用途
バクテリオシンを、どのような細菌が感染しているか調べるために使用することがある。例えば、バクテリオシンの1種であるコリシンを用いて赤痢菌について調べる場合がある。他にも、バクテリオシンを使用して緑膿菌について調べる場合がある。